# ポーランド民謡による大幻想曲
ポーランド民謡による大幻想曲（ポーランドみんようによるだいげんそうきょく、仏: Grande fantaisie sur des airs polonais）作品13は、フレデリック・ショパンが作曲したピアノと管弦楽のための楽曲。

## 概要
ショパンは2曲のピアノ協奏曲の他にピアノと管弦楽のための楽曲を4曲作曲しており、この作品はその2作目に当たる。作曲が行われたのは1828年から1830年にかけてであり、協奏的作品の1作目となった『ラ・チ・ダレム変奏曲』がロベルト・シューマンに激賞されて間もなく世に出ることになった。さらに同年には3作目の協奏的作品となる『ロンド・クラコヴィアク』が続く。
ショパンの協奏的作品にしばしば見られるように、この曲においても管弦楽の扱いは巧みなものとは言い難く、単に楽曲内の部分同士を繋ぐ役割を担っているに過ぎない。楽曲のタイトルに示されるように、ショパンはポーランド民謡や同郷のカロル・クルピニスキ（1830年3月17日に行われたショパンのワルシャワでのデビュー・コンサートの際に指揮を担当している）の主題を織り込んでおり、民俗色の強い仕上がりとなっている。1834年に出版された総譜には、ピアニストのヨハン・ペーター・ピクシスへの献辞が掲げられている。

## 演奏時間
約15分

## 楽器編成
ピアノ独奏、フルート2、オーボエ2、クラリネット2、ファゴット2、ホルン2、トランペット2、ティンパニ、弦五部

## 楽曲構成
曲は連続して演奏される4つの部分で構成される。
序奏： ラルゴ・ノン・トロッポ イ長調 4/4拍子
木管楽器に導かれる管弦楽の導入に始まる。20小節目からピアノが入り、分散和音の伴奏に乗って重音、装飾音、連符を多用した夜想曲風の旋律をカンタービレで奏でる。穏やかに推移し、木管楽器とピアノの対話の後に次の部分へ移る。
エア： アンダンティーノ イ長調 6/8拍子
この部分ではポーランド民謡「もう月は沈み Już miesiąc zaszedł」が扱われる。主題はまずピアノに出されるが、次に弦楽器に受け渡されてピアノは自由な音型を奏でる。次にピアノの跳躍音型の高音部に主題が示されると、その後主題はモチーフに分解されて自由に展開される。その間、ピアノは絶えずアルペジオを奏する。
アレグレット 嬰ヘ短調 2/4拍子
第2の部分からホルンの信号に続き、弦楽器がスタッカートで単純な音型を刻む中、カロル・クルピニスキの主題（彼のオペラ、もしくは『タデウシュ・コシチュシュコの死に寄せる哀歌』から取られたとされる）がフルートとクラリネットで提示される。これが終わると突然プレスト・コン・フォーコとなり、ピアノが両手のユニゾンで猛烈に登場するがすぐに収束し、レント・クアジ・アダージョでひとつめの変奏に入る。多彩な装飾音のバリエーションを駆使した夜想曲風の変奏である。次の変奏はモルト・ピウ・モッソとなりピアノが終始急速な音型で駆け回る一方、管弦楽が主題を自由に扱っていく。これが静まると付点のリズムと三連符により、次の3拍子への接続を行う。
クラコヴィアク： ヴィヴァーチェ イ長調 3/4拍子
ピアノが両手のオクターヴで、三連符を多用した民俗的な主題を奏でる。しばらくこの主題にピアノが装飾を加えながら進行し、フォルテッシモのオーケストラの斉奏を境にブリランテのコーダに至る。そのまま勢いを失わずに推移し、最後は独奏とオーケストラの強奏で終結する。